# Нервно ткиво
Нервно ткиво је врста ткива која обезбеђује реакције организма на промене у спољашњој средини у којој организам живи и промене у бројним срединама унутар организма. Функција овог ткива је комуникација организма са спољашњом средином, и комуникација између делова организма, тако да ово ткиво у ствари има улогу да прима информације и да их спроводи до различитих делова тела. Добијене информације, нервни систем доводи у везу, комбинује и обезбеђује одговарајући одговор на њих. 
Нервно ткиво je главна компонента ткива нервног система. Нервни систем регулише и контролише телесне функције и активности. Он се састоји од два дела: централног нервног система (ЦНС) који се састоји од мозга и кичмене мождине, и периферног нервног система (ПНС) који се састоји од гранања периферних нерава. Састоји се од неурона, такође познатих као нервне ћелије, које примају и преносе импулсе, и неуроглија, такође познатих као глијалне ћелије или глија, које помажу у ширењу нервног импулса, као и обезбеђују хранљиве материје неуронима.

## Неурони и глијске ћелије
Нервно ткиво се састоји из две групе ћелија:
- основних ћелија, нервних ћелија (неурона), врпчастих ћелија које преносе информацију, и
- пратећих ћелија глије (гр. glia= лепак), изграђена од неколико врста разгранатих ћелија које потпомажу неуронима у обављању функције и исхрањују их.

### Нервна ћелија
Неурон је високоспецијализована ћелија која има :
- карактеристичан облик
- способност примања, преношења и стварања нервног импулса
- способност образовања синапси преко којих се врши пренос нервног импулса са једне нервне ћелије на другу или на ћелију ефекторног органа
- способност стварања неуротрансмитера.

Нервне ћелије имају тело (перикарион) са кога полазе две врсте цитоплазматских наставака помоћу којих су обавештене како о промени у спољашњој средини тако и томе како на ту промену треба да одреагују :
- дендрите који допиру до различитих органа; примају и преносе надражаје којима се виши центри у нервном систему обавештавају о дешавањима у спољашњој и унутрашњој средини;
- аксони који допиру до мишића (глатких или попречно-пругастих).

### Синапсе
Синпсе представљају додирна места аксона једног неурона са аксоном, дендритом или телом другог неурона. Свака синапса се састоји од:
- пресинаптичке мембране
- синаптичне пукотине
- постсинаптичке мембране.

Синапсе могу бити:
- хемијске код којих се преношење надражаја врши помоћу посредника, хемијског медијатора, неуротрансмитера
- електричне (нексуси) које одговарају пукотинастим међућелијским спојевима.

Хемијска синапса образована између моторног неурона и попречно-пругасте мишићне ћелије назива се моторна плоча или нервно-мишићна синапса. 

### Глијалне ћелије
Пратеће ћелије, ћелије неуроглије називају се још и потпорне ћелије јер се пореде са ћелијама везивног ткива. Међусобно се разликују зависно од тога коме делу нервног система припадају, централном или периферном, као и по ембрионалном пореклу.
Потпорне ћелије ЦНС-а називају се заједнички неуроглија и припадају им:
- макроглијске ћелије, припадају им: 
  - астроцити
  - олигодендроцити
- микроглијске ћелије
- ћелије хороидних плексуса,
- епендимске ћелије, облажу нервну цев са унутрашње стране

Глијске ћелије ПНС су:
- Шванове ћелије, назване по немачком хистологу Теодору Швану (Theodor Schwann,1810-1882); код највећег броја периферних нерава око аксона образују мијелински омотач;
- амфицити.

## Подела нервног ткива
Нервно ткиво чини морфолошку основу нервног система. Према хисто-анатомском и физиолошком гледишту могуће је разликовати:
- централни нервни систем (ЦНС), који ембрионално порекло у највећој мери води од неуроектодерма и његове нервне ћелије су организоване тако да подсећају на ткиво; изграђен је од сиве и беле масе; припадају му два основна дела:
  - мозак и
  - кичмена мождина;
- периферни нервни систем (ПНС), који води порекло од материјала нервне кресте или ектодермалних плакода и чији су неурони организовани тако да не личе ни на једно од постојећих животињских ткива (епителног, мишићног или везивног); нервне ћелије овог дела нервног система организоване су у:
  - нерве и
  - ганглије.

### Хистолошке структуре ЦНС-а
У ЦНС-у долази до удруживања нервних ћелија и ћелије неуроглије са елементима везивног ткива у сиву и белу масу, а површина овог дела нервног система покривена је можданим овојницама.
Мождане овојнице (можданице) су везивни омотачи изграђени од растреситог и густог везивног ткива који покривају површину ЦНС-а и имају заштитну и метаболичку улогу. Код сисара постоје три можданице:
- тврда можданица (dura mater);
- паучинаста можданица(arachnoidea)
- мека можданица (pia mater)

Сива и бела маса ЦНС-а
Сиву масу ЦНС-а граде тела нервних ћелија, дендрити и одређене глијске ћелије, док се бела маса одликује аксонима којима су придодате одређене глијске ћелије. Разлике постоје и у положају који заузимају у ЦНС-у. У свим анатомским деловима мозга сива маса заузима површински положај и назива се кора (cortex), док се бела налази испод ње. У продуженој и кичменој мождини то није случај већ је сива маса у облику латиничног слова Х, а бела се налази око ње.
Неурони који граде кору мозга су међусобно веома различити како по функцијама тако и по морфолошким особинама (облику, величини) и распоређене су у слојевима. Иако распоређене у слојевима све ове ћелије су међусобно повезане преко наставака, дендрита и аксона.
Крвно-мождана баријера
За ефикасно функционисање ЦНС-а неопходна је стабилна унутрашња средина коју обезбеђује крвно-мождана (хемато-енцефалитична) баријера. Она се остварује на три нивоа:
- функционалном, особином ендотелских ћелија капилара мозга да спрече кретање молекула између артеријске крви и неурона;
- морфолошком, ендотелске ћелије су у директном контакту са глијалним ћелијама;
- биохемијском, у крвним судовима мозга је присутна велика количина ензима који разлажу неуротрансмитере и тако спречавају да они из крви пређу у мождано ткиво.

Ова баријера не постоји код новорођенчади већ се образује у току прве године живота што се временски поклапа са појавом глијалних ћелија.

### Хистолошке структуре ПНС-а
Нервне ћелије ПНС-а организоване су у две врсте структура нерве и ганглије и успостављају везе између нервног система и осталих делова организма.
Нерви
Нерви су снопови нервних влакана (аксона) обавијени везивним омотачима. Хистолошки посматрано нерви се састоје од:
- мијелинизираних или немијелинизираних аксона
- Шванових ћелија
- амфицита
- структурних компоненти везивног ткива: фибробласта и колагених влакана
- придружених капилара.

Мијелизирана влакна (бела влакна) састоје се од једног аксона окруженог мијелинским омотачем, док су немијелизована (сива) влакна изграђена од неколико аксона уметнутих у цитоплазму Шванове ћелије. Мијелински омотач у ЦНС стварају олигодендроцити, а у ПНС-у Шванове ћелије.
Компоненте везивног ткива образују троструке омотаче:
- епинеуриум
- перинеуриум
- ендонеуриум.

Ганглије
Ганглије су изграђене од тела неурона, почетних делова аксона и свих осталих пратећих ћелија и ћелија других ткива које су већ наведена као важеће за нерве. Обавијене су троструким омотачима као и нерви.
Посматрано анатомско-функционално ганглије могу бити:
- спиналне
- вегетативне (ганглије аутономног система).

## Хистогенезанервног ткива
Целокупно нервно ткиво човека потиче од дела ектодерма који се назива неуроектодерм који првобитно у облику плоче процесом неурулације постаје нервна цев од које потиче већи део нервног ткива:
- од главених две трећине постаће мозак;
- од каудалне трећине настаје кичмена мождина;
- од нервног канала (шупљине нервне цеви) настаће мождане коморе и централни канал кичмене мождине;
- од неуроепителних ћелија које задржавају способност деобе и дају две основне врсте ћелија:
  - неуробласте од који се настати нервне ћелије;
  - глиобласти од којих ће постати глијске ћелије.

## Функција
Функција нервног ткива је да формира комуникациону мрежу нервног система проводећи електричне сигнале кроз ткиво. У ЦНС-у, сива материја, која садржи синапсе, важна је за обраду информација. Бела материја, која садржи мијелинизоване аксоне, повезује и олакшава нервни импулс између области сиве материје у ЦНС. У ПНС-у, ганглијско ткиво, које садржи ћелијска тела и дендрите, садржи релејне тачке за импулсе нервног ткива. Нервно ткиво, које садржи снопове мијелинизованих аксона, носи нервне импулсе акционог потенцијала.

## Клинички значај
Неоплазме (тумори) у нервном ткиву укључују:
- Глиоми (тумори глијалних ћелија)[9][10]

Глиоматоза церебри, олигоастроцитом, папилома хороидног плексуса, епендимома, астроцитом (пилоцитни астроцитом, мултиформни глиобластом), дисембриопластични неуроепителни тумор, олигодендроглиом, медулобластектодерни тумор, примитивни тумор
- Неуроепителиоматозни тумори[11]

Ганглионеурома, неуробластом, атипични тератоидни рабдоидни тумор, ретинобластом, естезионеуробластом
- Тумори нервног омотача[12][13]

Неурофиброма (неурофибросарком, неурофиброматоза), шваном, неурином, акустична неурома, неурома